# Rang (abelse groep)
In de abstracte algebra, een deelgebied van de wiskunde, is de rang van een abelse groep {\displaystyle A} een maat voor de omvang van {\displaystyle A}. De rang van {\displaystyle A} is gedefinieerd als de kardinaliteit van de grootste vrije abelse groep die in {\displaystyle A} bevat is.

## Voorbeelden en eigenschappen
- De rang van {\displaystyle A} is gelijk aan de dimensie van het tensorproduct {\displaystyle A\otimes \mathbb {Q} } als vectorruimte over {\displaystyle \mathbb {Q} }.
- De rang van {\displaystyle \mathbb {Z} ^{n}} met {\displaystyle n} een natuurlijk getal is gelijk aan {\displaystyle n}.
- De groep {\displaystyle \mathbb {Q} ^{n}} heeft de rang {\displaystyle n}.
- Een abelse groep {\displaystyle A} is alleen dan een periodieke groep, als de rang van {\displaystyle A} gelijk is aan 0.
- De rang is additief op korte exacte rijen, d.w.z. als

{\displaystyle 0\longrightarrow A'\longrightarrow A\longrightarrow G''\longrightarrow 0}
een exacte rij van abelse groepen is, dan is de rang von {\displaystyle A} gelijk aan de som van de rangen von {\displaystyle A'} en {\displaystyle A''}.